# تيمسال آيت احي أوعلي (آيت احسي لحسن)
تيمسال آيت احي أوعلي هو دُوَّار يقع بجماعة تيلويت، إقليم ورززات، جهة درعة تافيلالت في المملكة المغربية. ينتمي الدوّار لمشيخة آيت احسي لحسن التي تضم 8 دواوير. يقدر عدد سكانه بـ 536 نسمة حسب الإحصاء الرسمي للسكان والسكنى لسنة 2004.

## روابط خارجية
- البوابة الوطنية للجماعات الترابية نسخة محفوظة 12 مارس 2018 على موقع واي باك مشين.
- المندوبية السامية للتخطيط